# Stadtkirche Marbach am Neckar

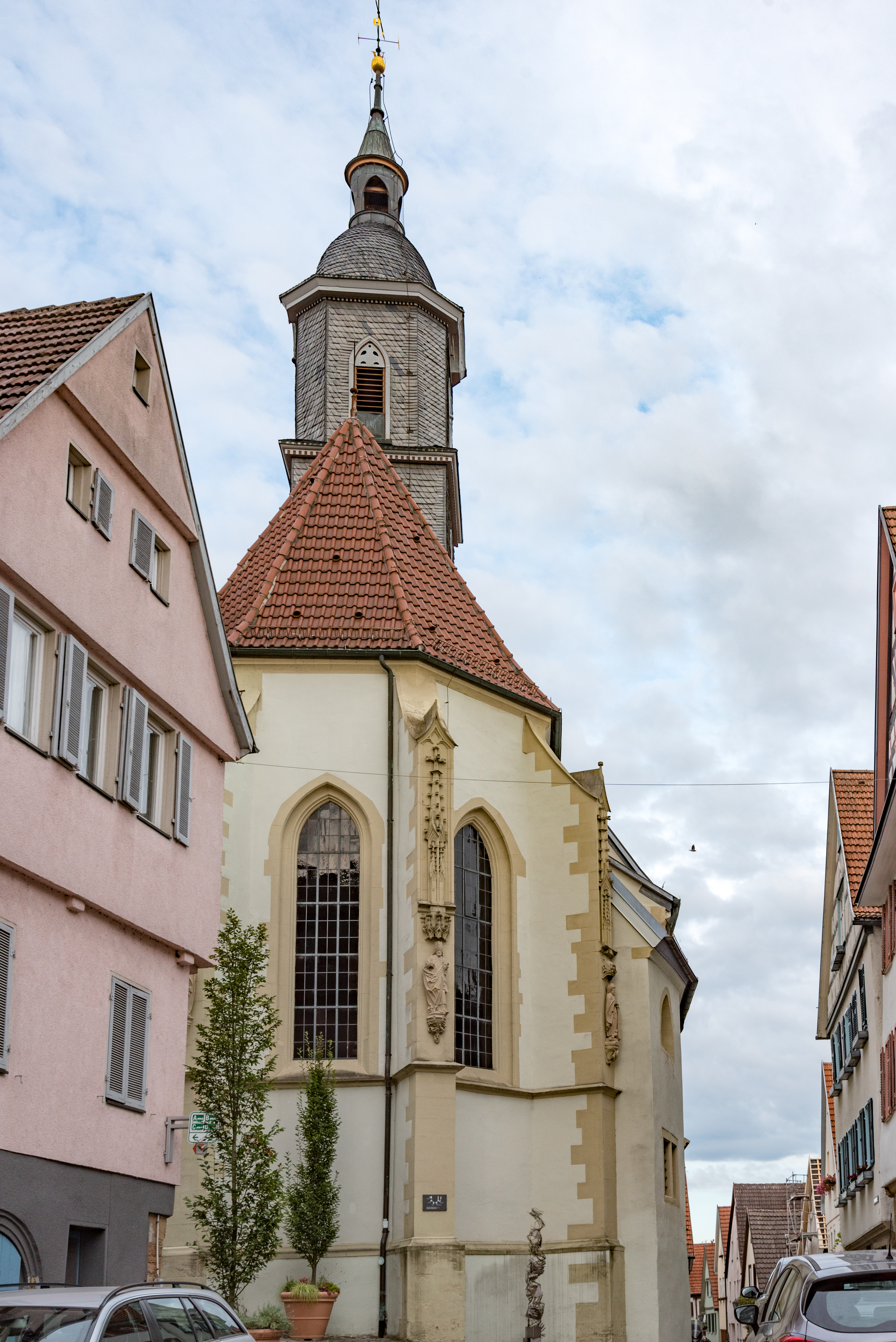
Stadtkirche in Marbach am Neckar

Die Evangelische Stadtkirche St. Marien steht in Marbach am Neckar, einer Stadt im Landkreis Ludwigsburg in Baden-Württemberg. Das Bauwerk ist beim Landesamt für Denkmalpflege Baden-Württemberg als Kulturdenkmal eingetragen. Die Kirchengemeinde gehört zum Kirchenbezirk Marbach der Evangelischen Landeskirche in Württemberg.

## Beschreibung

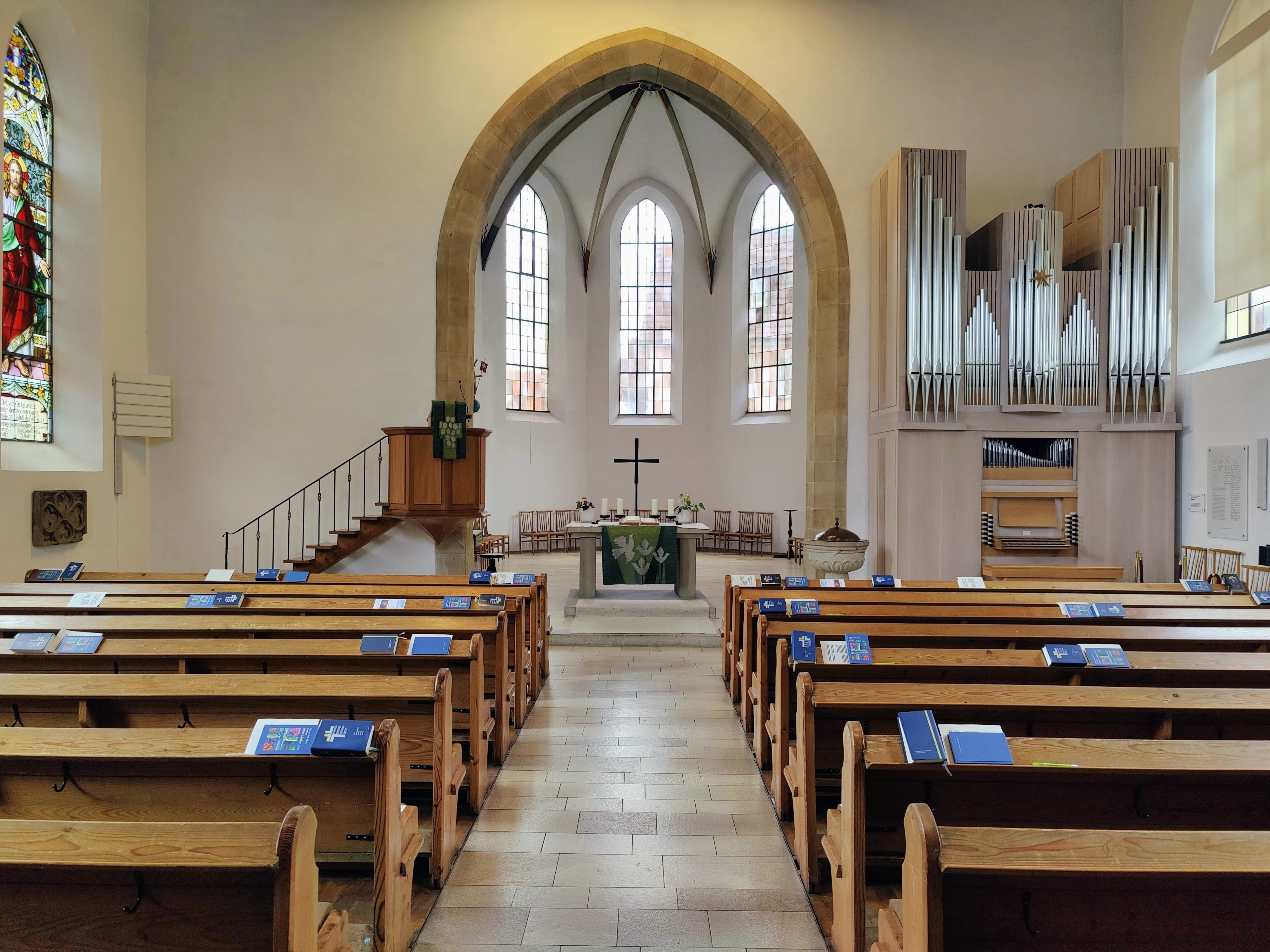
Innenraum mit Orgel

Die spätgotische Saalkirche besteht aus einem Langhaus und einem eingezogenen, von Strebepfeilern gestützten Chor mit Fünfachtelschluss im Osten. Über dem Chor erhebt sich ein spätbarocker schiefergedeckter Dachreiter, der mit einer Glockenhaube mit bekrönender Laterne bedeckt ist. In seinem Glockenstuhl befinden sich drei Kirchenglocken. Der Treppenturm an der Südseite führte zu den nicht mehr vorhandenen Emporen im Kirchenschiff. 
Der Innenraum des Langhauses ist mit einer Flachdecke überspannt. Die Orgel wurde 2016 von Friedrich Lieb in Zusammenarbeit mit Rowan West gebaut. Sie besitzt 17 Register auf zwei Manualen und Pedal und orientiert sich an norddeutschen Barockorgeln des 17. Jahrhunderts.
In der Kirche wurde Friedrich Schiller getauft. 